# Proteïne S
Proteïne S is een antistollingsfactor die de stolling kan remmen. Proteïne S is voor ongeveer 60% gebonden aan C4b-bindend proteïne (dat een rol heeft bij ontsteking). Alleen het vrije proteïne S is actief in de antistolling.
Het vrije proteïne S remt de stolling door het eiwit geactiveerd proteïne C te helpen om stollingsfactor V te knippen, waardoor het niet langer trombine kan vormen. Hierdoor stopt de aanmaak van de fibrinedraden.
Bij een tekort aan vrij proteïne S kan dus een trombose optreden. Dit tekort kan erfelijk zijn (bij ongeveer 5% van de patiënten met een veneuze trombose), maar ook verworven. Bij hormoontherapie (zoals de pil) en bij zwangerschap kan het vrije proteïne S dalen. Ook tijdens antistollingstherapie kan het gehalte proteïne S dalen, daarom is het vaststellen van een tekort niet eenduidig tijdens therapie.